# Cultureel Maçonniek Centrum 'Prins Frederik'
Het Cultureel Maçonniek Centrum 'Prins Frederik' (CMC) te Den Haag, in de Nederlandse provincie Zuid-Holland, is een museum, archief en bibliotheek van de Orde van Vrijmetselaren onder het Grootoosten der Nederlanden. Het centrum beheert de collectie die de Nederlandse vrijmetselaren in ruim 250 jaar bijeen hebben gebracht.
Het CMC kan kwantitatief tot de middelgrote musea in Nederland gerekend worden, doch is qua bezoekersruimte klein te noemen. Het CMC verhuisde in 2017 met de orde mee naar een nieuw gebouw aan de Javastraat 2B in Den Haag.

## Naamsverklaring
Het CMC is vernoemd naar Frederik der Nederlanden, de broer van koning Willem II der Nederlanden. Beiden waren vrijmetselaar. Prins Frederik was van 1816 tot 1881 Grootmeester van de Orde van Vrijmetselaren onder het Grootoosten der Nederlanden en schonk de Orde in 1866 de Bibliotheca Klossiana, die een belangrijk onderdeel werd van de collectie van het CMC.

## Voorgeschiedenis

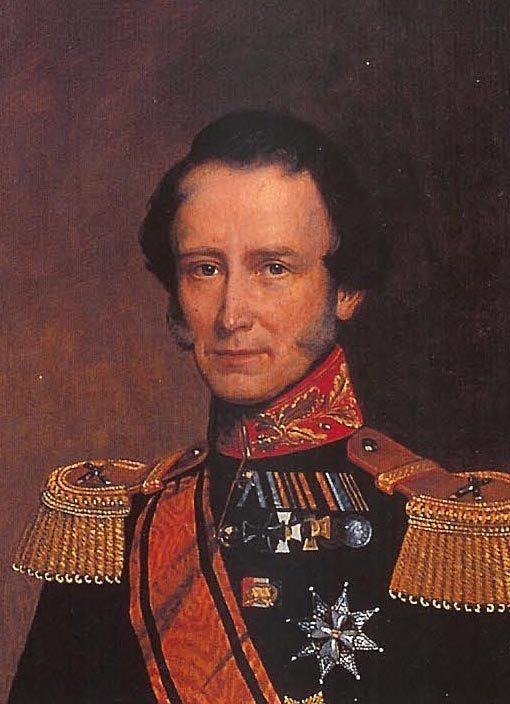
Prins Frederik, Grootmeester van de Orde van Vrijmetselaren.

De collectie van het CMC is door de jaren heen opgebouwd. Het is begonnen met het Ordearchief, dat teruggaat tot de 18e eeuw. Het archief werd aanvankelijk beheerd door de vigerende Grootsecretaris. Waarschijnlijk dijde het zo uit dat het permanent werd ondergebracht in het "Huis der Orde", een pand aan de Nieuwe Molstraat in Den Haag. Twee jaar later werd de collectie overgebracht naar het Ordegebouw aan de Fluwelen Burgwal te Den Haag.
In 1866 werd het archief uitgebreid met de "Bibliotheca Klossiana". Deze schenking kan gezien worden als het historische beginpunt van de Ordebibliotheek. Het is onbekend welke boeken de Orde voor 1866 bezat. In de loop der tijd werden behalve boeken ook steeds meer voorwerpen aan de verzamelingen van de Orde toegevoegd.
De Nationaal Socialisten vervolgden de Vrijmetselarij. Gedurende de Duitse bezetting van Nederland volgde dan ook de inbeslagname van de bezittingen van het Grootoosten der Nederlanden, waarna veel van de bijeengebrachte voorwerpen zijn verdwenen. De collectie die nu in het museum wordt bewaard is na de Tweede Wereldoorlog bijeengebracht. Het Ordearchief werd na de oorlog teruggevonden in Hirzenhain; het lopende archief van 1932 tot 1940 is vernietigd en vormt een hiaat in het archief, dat in totaal de periode van 1774 tot de dag van vandaag beslaat.
In 1995 werden de bezittingen overgebracht van de Orde naar het koetshuis aan de Jan Evertstraat 9, dat toentertijd bij het nieuwe Ordegebouw aan de Prinsessegracht 27 hoorde. Het Cultureel Maçonniek Centrum 'Prins Frederik' werd gevormd. Conservator Evert Kwaadgras zegt hierover:
De orde heeft haar verantwoordelijkheid als beheerster van een groot cultureel erfgoed genomen, en voor de toekomst lijkt de verdere toegankelijkheid van deze bronnen van kennis van een wonderbaarlijk facet van onze westerse cultuur gewaarborgd.
Het gebouw waar het CMC in ondergebracht is, was in 1976 locatie voor opnamen voor de film Soldaat van Oranje. In 2017 verhuisde het CMC met de orde mee naar een monumentaal pand, gebouwd in 1908 door A.P. Smits en H. Fels in opdracht van meubelfabrikant Klaas G. Pander aan de Javastraat in Den Haag.

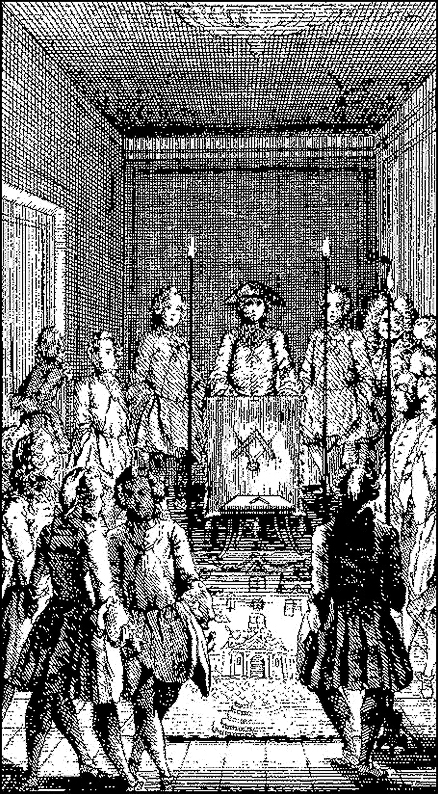
Gravure Réception des Compagnons (ca.1745)

## Museum
Het museum is een verzameling van alles wat Vrijmetselaren en hun activiteiten in beeld brengt of wat maçonnieke kenmerken draagt en omvat ongeveer 26.400 objecten.

### Driedimensionale werken en voorwerpen
Van oudsher kleden vrijmetselaren zich met een schootsvel, als het onderscheidend embleem van hun handwerk. Het is om die reden dat ik u met dit schootsvel wil bekleden. Onthoud, mijn Broeder, dat dit schootsvel ouder is dan het Gulden Vlies of de Romeinse adelaar en meer eervol dan welke onderscheiding ook onder de zon die u ooit verleend zou kunnen worden. Koningen hebben zich niet geschaamd het te dragen; het is het teken der onschuld en het zinnebeeld van ware vriendschap.
 Een belangrijke categorie is de maçonnieke kleding. Vrijmetselaren kleden zich voor hun rituelen net als middeleeuwse steenhouwers met schootsvellen en handschoenen. De collectie schootsvellen van het CMC, 2000 stuks groot, toont de ontwikkeling die het schootsvel heeft gemaakt van beschermingsmiddel tot hedendaagse rituele kledij. Recentelijk is deze collectie gerestaureerd, met steun van onder andere de Mondriaan Stichting (2006).

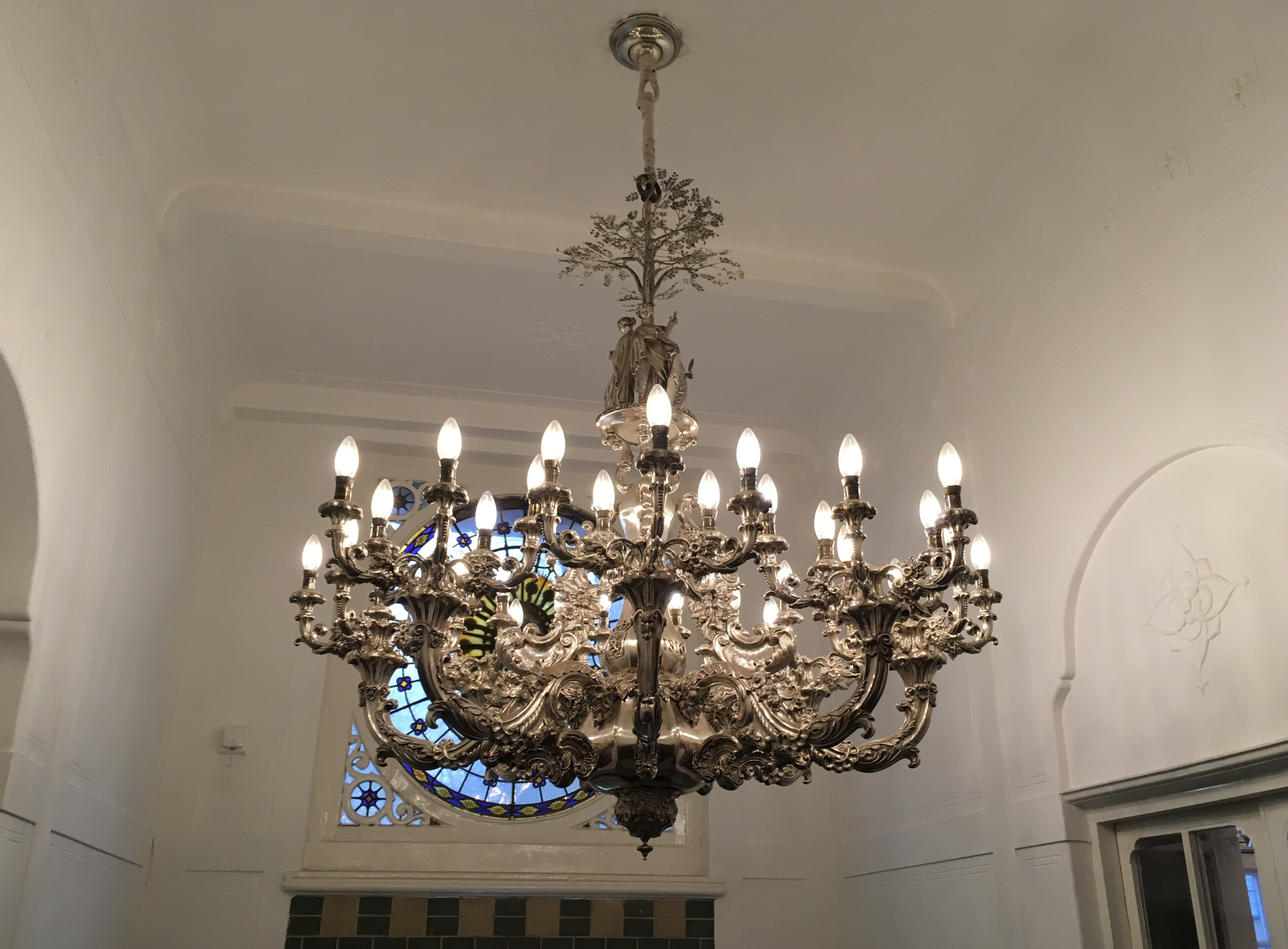
Zilveren kroonluchter uit 1856 bij de ingang van het gebouw. Geschenk voor prins Frederik der Nederlanden ter gelegenheid van zijn 40-jarig jubileum als grootmeester van de orde. Het was vervaardigd door de Amsterdamse zilversmid G. Grevink, een vrijmetselaar.

Andere maçonnieke kledingstukken zijn sjerpen, grootlint en aanverwante stukken die verband houden met de diverse functies in een vrijmetselaarsloge, zoals sieraden, juwelen en draagtekens.
Ook heeft het museum een collectie gebruiks- en siervoorwerpen die voorzien zijn van vrijmetselaarssymboliek, zoals lakdozen, zwaarden, ponjaarden, maçonnieke huisraad, en menukaarten. Sommige gebruiks- en siervoorwerpen die zich in het CMC bevinden waren uitsluitend voor logebijeenkomsten bestemd; andere hebben puur een privébestemming gehad.
Aansluitend aan het ritueel wordt er in een vrijmetselaarsloge vaak een (ritueel) banket gehouden, het zogenaamde broedermaal of de tafelloge. Het glas- en keramiekwerk dat daarbij gebruikt wordt en werd is vaak rijkelijk voorzien van vrijmetselaarssymbolen. In het CMC bevindt zich dan ook een ruime collectie van dit glas- en keramiekwerk.
Van grote waarde is het maçonnieke glaswerk. Oud glas is op zich al zeldzaam, omdat glas zeer broos is en vaak de tand des tijds niet doorstaat, eeuwenoud maçonniek glaswerk is dat zeker en het is vaak zeer kostbaar. Van de glazen voorwerpen zijn de "metzelaartjes" en de maçonnieke vriendschapsglazen de bekendste voorwerpen.

### Tweedimensionale werken
In het CMC is een verzameling afbeeldingen van vrijmetselaren en vrijmetselaarsbijeenkomsten ondergebracht, waaronder een omvangrijke collectie prenten en gravures, zo'n elfduizend stuks in totaal. Vaak zijn deze zeer zeldzaam, zoals de gravure Réception des Compagnons, met een voorstelling van een gezellenloge. Een aantal van de prenten waren bedoeld ter illustratie van de verradersgeschriften. Deze publicaties schonden het "geheim van de loge" en brachten niet-vrijmetselaren op de hoogte van de activiteiten van de vrijmetselaren. De vrijmetselarij zelf had hier ook baat bij; bij de verspreiding van de vrijmetselarij werd vaak op deze geschriften en illustraties teruggegrepen wanneer men zich afvroeg hoe het ritueel verliep.
Naast de prenten en gravures heeft het CMC ook een verzameling aan vrijmetselarij-gerelateerde schilderkunst in haar bezit. Onder deze categorie vallen ook bekende moderne werken zoals de in opdracht van de Orde van Vrijmetselaren vervaardigde litho 'Chaos en Orde' van de hand van M.C. Escher, zeventien werken van Piet van der Maaden en de ets van de bijbel, passer en winkelhaak van Jan Sirks (ca. 1930).

## Bibliotheek
De bibliotheek die zich in het CMC bevindt is een van de grootste en belangwekkendste bibliotheken op het gebied van vrijmetselarij ter wereld.
De bibliotheek omvat meer dan veertigduizend delen met een totale planklengte van 825 meter. Onder de bibliotheek vallen de delen die tot de Bibliotheca Klossiana behoren, en andere zeldzame werken over de vrijmetselarij, zoals de vijf oudste uitgaven (1723-1768) van het Constitutieboek van James Anderson en het originele Charter van Keulen. Er zijn niet alleen boeken te vinden over de vrijmetselarij maar ook werken over onderwerpen die de vrijmetselarij raken, zoals alchemie, kabbala, theosofie en magie.
In de bibliotheek is niet alleen een grote collectie boeken te vinden, maar ook een ruime collectie maçonnieke tijdschriften. Het CMC heeft de grootste verzameling anti-maçonnieke geschriften ter wereld.

### Maçonnieke muziek
De bibliotheek bevat ook een collectie zangboeken en maçonnieke bladmuziek. Zo bevinden het oudste bekende Nederlandse vrijmetselaarsliedboek (1735) en het manuscript van de Zes Adagio's van de componist en vrijmetselaar Willem Pijper zich in het CMC. Professor Malcolm Davies verrichtte in het CMC tot aan zijn dood wetenschappelijk onderzoek op het gebied van de maçonnieke muziek.

### Bibliotheca Klossiana
De Bibliotheca Klossiana was de maçonnieke bibliotheek van de Duitse arts, boekenverzamelaar en vrijmetselaar Georg Kloß (1787-1854). Het is de eerste bibliografie over het verschijnsel vrijmetselarij ter wereld.
De bibliotheek omvat ruim zevenduizend delen, waarvan ongeveer 5.400 boeken, waaronder vele uiterst zeldzame exemplaren. Daarnaast bevat de Bibliotheca Klossiana zo'n 2.000 handschriften over de vrijmetselarij.
Kort na Kloß' dood kwam de Bibliotheca Klossiana in handen van Prins Frederik, die de verzameling in 1866 aan de Orde schonk, tijdens het feest ter gelegenheid van zijn vijftigjarig grootmeesterschap. De Bibliotheca Klossiana vormt tot op de dag van vandaag het hart van de bibliotheek van de Orde.

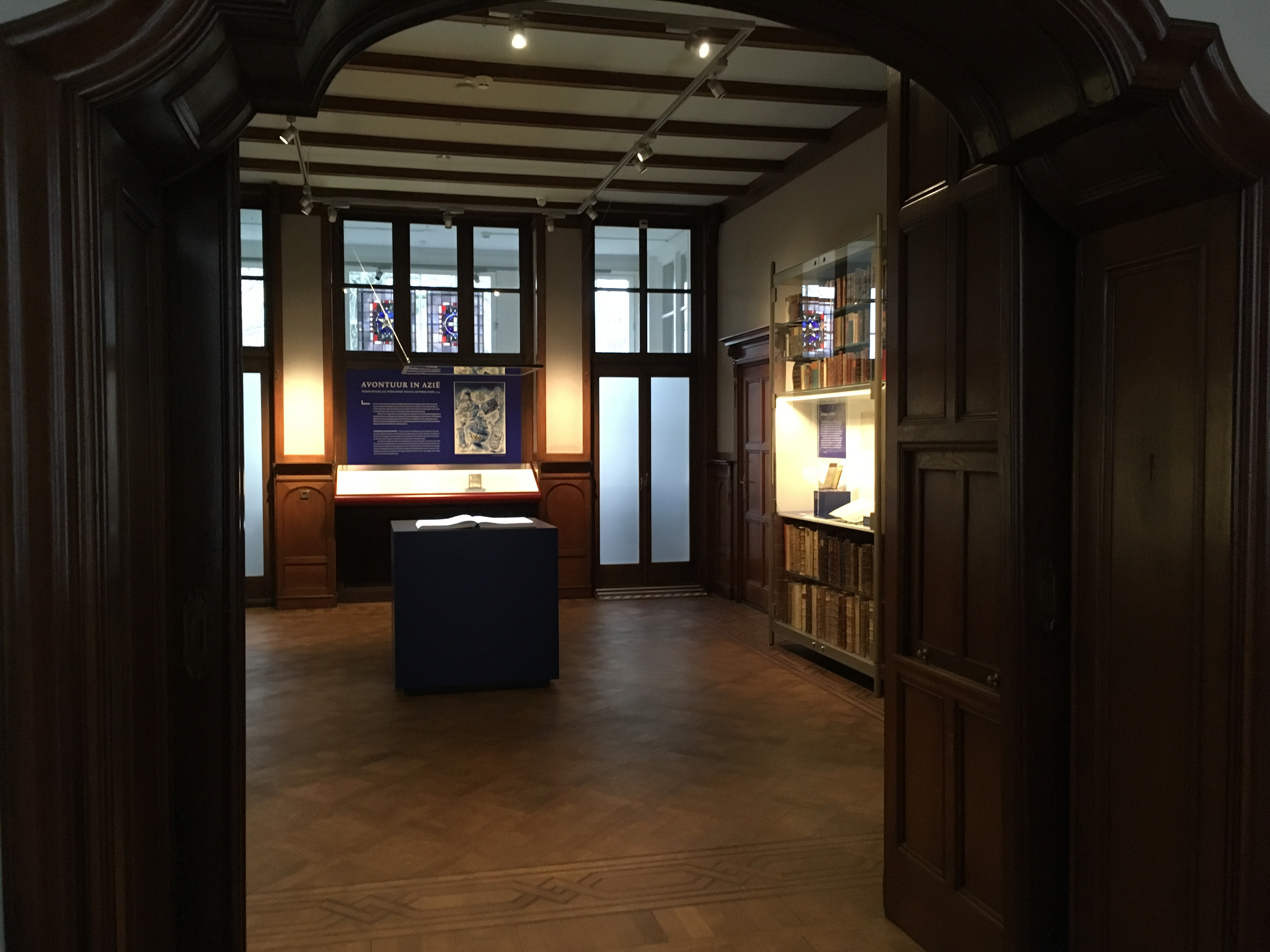
De bibliotheek

## Ordearchief
Het Ordearchief bevat de archieven van de Orde sinds de oprichting in 1756. Het bevat de archieven van opgeheven en bestaande loges die onder de Orde van Vrijmetselaren onder het Grootoosten der Nederlanden gewerkt hebben of werken. Het onderdeel van het Ordearchief dat het meest wordt geraadpleegd zijn de ledenlijsten. Deze gaan terug tot 1756 en zijn in te zien met inachtneming van de regels die ook in openbare archieven gelden.
In het ordearchief zijn ook een aantal persoonlijke archieven ondergebracht, van onder meer de grootmeesters Prins Frederik, Prins Alexander en de in Sachsenhausen omgekomen Hermannus van Tongeren sr.
Het ordearchief, exclusief de bulletins, heeft een lengte van 186 meter.

## Bezoek en tentoonstellingen

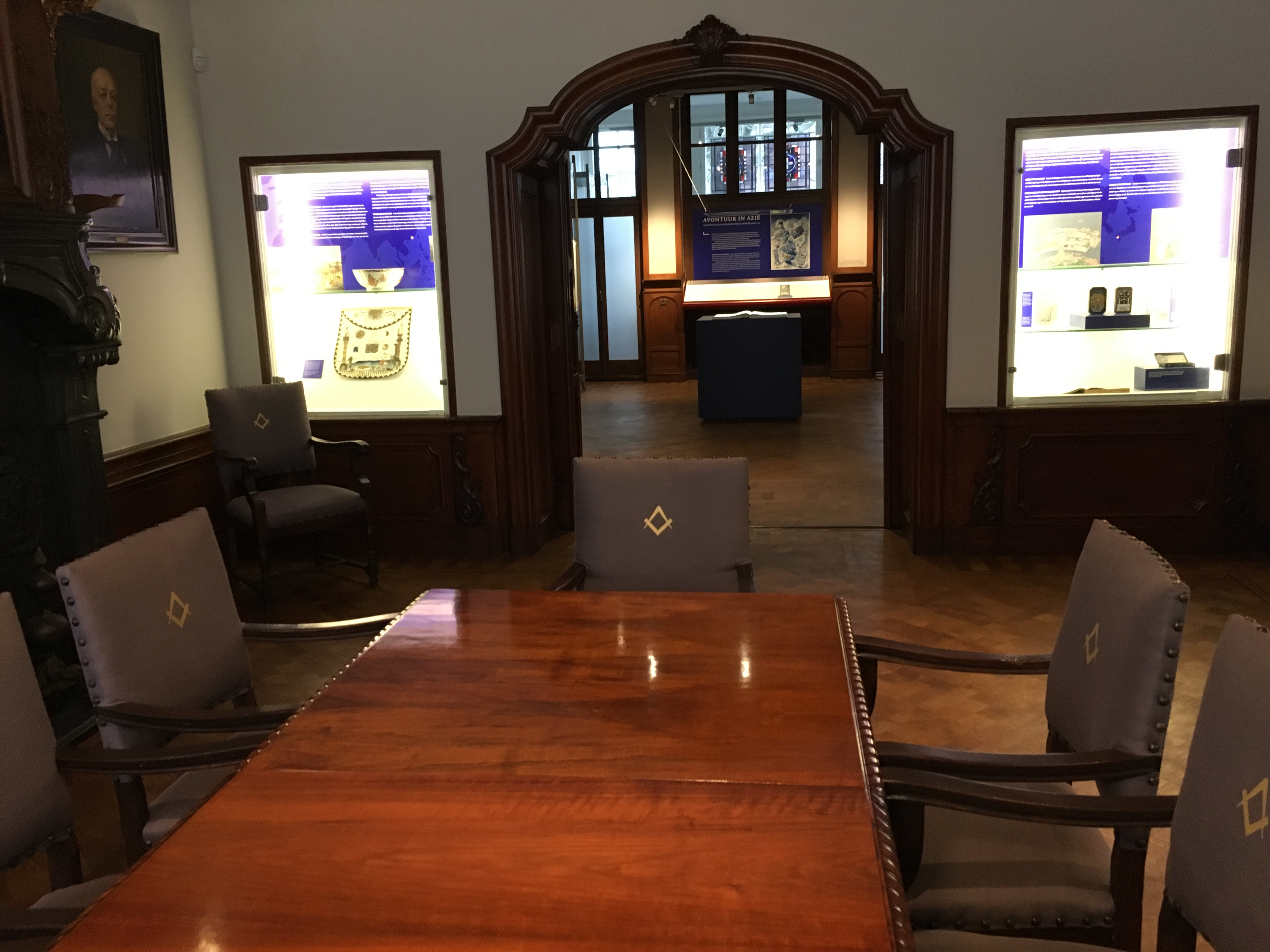
Tentoonstellingsruimte van het CMC

Het CMC is door haar beperkte bezoekersruimten geen instelling voor massaal bezoek en wil dat naar eigen zeggen ook niet zijn. Voor een bezoek aan Leeszaal is dan ook een afspraak noodzakelijk voor het bezichtigen van de Expositiezaal is een afspraak gewenst. Op afspraak worden er ook rondleidingen gegeven. Het is CMC is alle werkdagen geopend.
De collectie van het CMC is niet alleen te bezichtigen in het CMC zelf: omdat een grote tentoonstellingsruimte ontbreekt, worden er in samenwerking met andere musea geregeld tentoonstellingen georganiseerd op een andere locatie.